# Revelations (album Fields of the Nephilim)
Revelations – pierwsza i jak na razie jedyna oficjalna składanka zespołu Fields of the Nephilim, wydana w 1993 roku już po zawieszeniu działalności. Ukazała się w dwóch wersjach: w wersji podstawowej - jednopłytowej i limitowanej - dwupłytowej. Na szczególną uwagę zasługują utwory znane dotąd tylko z singli: Psychonaut lib I, Psychonaut lib III, Blue water i In every dream home a heartache.
Zawartość:
cd 1 (wersja podstawowa):
1. Moonchild (5:40)
2. Chord of souls (5:10)
3. Last exit for the lost (9:32)
4. Preacher man (4:54)
5. Love under will (6:10)
6. Power (4:22)
7. Psychonaut lib III (9:13)
8. For her light (4:16)
9. Blue water (5:51)
10. Vet for the insane (6:01)
11. Watchman (5:20)
12. Dawnrazor (live) (8:25)

cd 2 (edycja limitowana):
1. Submission two (the dub posture) (4:18)
2. Preacher man (contaminated mix) (4:19)
3. Celebrate (second seal) (6:01)
4. Shiva (4:50)
5. Psychonaut lib I (4:22)
6. In every dream home a heartache (6:41)
7. Moonchild (unseald) (5:52)